# Kiev-Mohyla-akademin

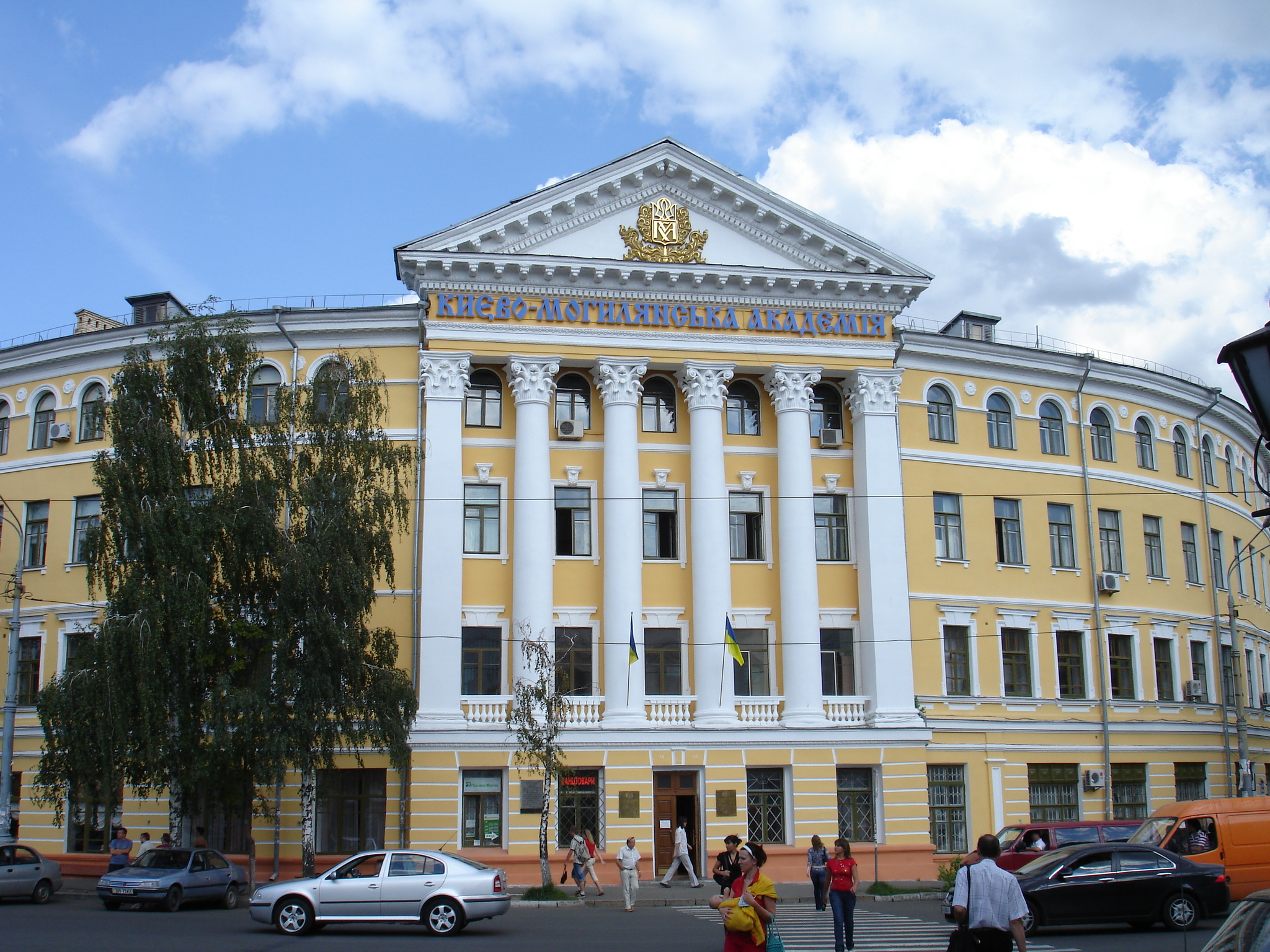
Kiev-Mohyla-akademin.

Kiev-Mohyla-akademin (ukrainska: Національний університет «Києво-Могилянська академія» (НаУКМА)/Natsional'nyj universytet "Kyjevo-Mohyljans'ka akademija") är Ukrainas äldsta universitet. Det grundades av Petro Mohyla år 1615 i Kiev och är ett av landets ledande universitet.
Sedan februari 2014 är Serhij Kvit rektor för akademin. Han är även Ukrainas utbildningsminister sedan 2014.

## Historia
Under 1600-talet var det ett elituniversitet och lockade då studenter och vetenskapsmän från hela Europa. 1817 stängdes universitetet. Under sovjettiden öppnades en sjökrigsskola på universitetets mark. Efter Ukrainas självständighet 1991 öppnades Kiev-Mohyla-akademin på nytt, och det har därefter snabbt (trots sin begränsade studentantal) förvandlats till en av Ukrainas ledande utbildningsinstitutioner.
Akademin har cirka 3 000 studenter. Därmed är den en av landets minsta universitet i antal studenter. Utbildade på Kiev-Mohyla-akademin spelade en viktig roll i Ukrainas och Rysslands intellektuella och religiösa liv under 1600- och 1700-talet. Bland akademins mer kända studenter finns hetmanen Ivan Mazepa och filosofen Hryhorij Skovoroda. Universitetet betraktas som västvänligt och fungerade som centrum för aktivismen under den orangea revolutionen.

## Tidigare namn
- 1615–32 – Kievs broderskapsskola
- 1632–58 – Kiev-Mohyla-kollegiet
- 1658–1819 – Kiev-Mohyla-akademin
- 1819–1918 – Kievs teologiska akademi
- 1991– – Kiev-Mohyla-akademins nationella universitet

## Källhänvisningar
1. ↑  "Kyivan Mohyla Academy". Encyclopedia of Ukraine. Läst 9 januari 2015. (engelska)
2. ↑  Мустафа Найем, Оксана Коваленко. (4 februari 2014). ”Лідер Правого сектору Дмитро Ярош: Коли 80% країни не підтримує владу, громадянської війни бути не може” (på ukrainska). Українська правда. http://www.pravda.com.ua/articles/2014/02/4/7012683/view_print/. Läst 15 februari 2014.
3. ↑  Chovnyuk, Larysa (2014): "Integration of international mobility into the University Realities: National University of “Kyiv-Mohyla Academy”. Bsu.by. Läst 9 januari 2015. (engelska)
4. ↑  A. Kamenskii. The Russian Empire in the Eighteenth Century: Searching for a Place in the World. (1997)
M.E. Sharpe. ISBN 1-56324-574-4. (engelska)
5. ↑  Kortschmaryk, Frank B. (1976) (på engelska). The Kievan Academy and Its Role in the Organization of Russia at the Turn of the Seventeenth Century. New York: Shevchenko Scientific Society